# Pavle Ugrinov
Œuvres principales
- Đačka zapevka (1955)
- Zadat život (1979)

Compléments
- Décoré de l'Ordre du Mérite pour le peuple (1976)
- Décoré de l'Ordre de la République (1988)
- Membre de l'Académie des sciences et des arts de Voïvodine (1987)
- Membre de l'Académie serbe des sciences et des arts (1991)

Pavle Ugrinov (en serbe cyrillique : Павле Угринов ; né le 15 avril 1926 à Mol et mort le 23 juin 2007 à Belgrade), de son vrai nom Vasilije Popović (Василије Поповић), est un écrivain, un dramaturge et un metteur en scène serbe. Il a été membre de l'Académie serbe des sciences et des arts.

## Biographie
Né à Mol près d'Ada, dans l'actuelle province autonome de Voïvodine, Pavle Ugrinov effectue ses études à Senta et à Zrenjanin. Après la Seconde Guerre mondiale, il fait partie de la première génération de diplômés de l'Académie des arts dramatiques de Belgrade, dans le Département de mise en scène de cette académie.
Après ses études, en plus de ses activités théâtrales, il travaille comme rédacteur en chef et dramaturge à Radio Belgrade et, après la création de la Télévision de Belgrade, il y devient rédacteur en chef des programmes dramatiques et des séries.
En 1956, Pavle Ugrinov est un des fondateurs de l'Atelje 212, où, la même année, il met en scène En attendant Godot de Samuel Beckett ; le triomphe de cette pièce a encouragé la représentation d'autres pièces d'avant-garde, au théâtre lui-même mais aussi dans d'autres établissements de la capitale serbe.
Ses premières œuvres littéraires sont publiées sous le pseudonyme de Pavle Ugrinov ; l'auteur a écrit plus de 20 romans, essais, nouvelles, études critiques et œuvres dramatiques. En tant qu'intellectuel, il a exercé de nombreuses fonctions dans le domaine de la culture. Il a été membre du comité du festival de théâtre Sterijino pozorje de Novi Sad, membre du conseil du Musée d'art contemporain de Belgrade, membre du conseil du Festival international de théâtre de Belgrade (BITEF), membre du conseil éditorial de la maison d'édition Nolit, membre du conseil de programmation de la Radio-télévision de Belgrade. Il a également été président du conseil de la Chronique de la Matica srpska et membre associé de la Matica srpska elle-même.
En 1981, il a été élu membre correspondant de l'Académie des sciences et des arts de Voïvodine et, en 1987, membre titulaire de cette académie. En 1991, il a été élu membre titulaire de l'Académie serbe des sciences et des arts.

## Œuvres
Poésie
- Đačka zapevka, 1955.

Romans
- Odlazak u zoru (Départ à l'aube), Narodna prosvjeta, Sarajevo, 1957 (ASIN B005PWNWA8).
- Elementi (Éléments), 1968.
- Fascinacije (Fascinations), 1976 (ASIN B004TKFNCW).
- Zadat život, Nolit, Belgrade, 1979 (ASIN B005PWNVYK).
- Carstvo zemaljsko (Le Royaume terrestre), Nolit, Belgrade, 1982 (ASIN B005PWNW4E).
- Otac i sin (Le Père et le Fils), 1986  (ISBN 978-8684599317).
- Tople pedesete, Nolit, Belgrade, 1990 (ASIN B004HB0GKC).
- Kristalizacija (Cristallisation), Nolit, Belgrade, 1991 (ASIN B008QW3Y6Q).
- Ljubav i dobrota (L'Amour et la Bonté), 1996.
- Van sveta (Hors du monde), Prosveta, Belgrade, 1999 (ASIN B00HIFTZ92).
- Bez ljubavi (Sans amour), Srpska književna zadruga, Belgrade, 2002  (ISBN 978-8660530051) et (ASIN B00D12OHDK)[3].
- Zeleno meso (Viande verte), Agora, 2006  (ISBN 978-8684599423)[4].
- Ni snovi, ništa... (Ni les rêves, rien...), Centre d'édition de la Matica srpska, Novi Sad, 2007 (ISBN 978-8687079014).
- Milo od cveća (Savon de fleurs), Agora, 2007  (ISBN 978-8684599324).
- Zauvek (À tout jamais), Srpska knjizevna zadruga, Belgrade, 2008  (ISBN 978-8637910381)[5].

## Récompenses et honneurs
Parmi les prix que Pavle Ugrinov a remportés pour son œuvre littéraire, on peut citer :
- le prix Branko, 1956 ;
- le prix NIN, 1979 ;
- le prix d'octobre de la ville de Belgrade, 1983 ;
- le prix Nolit, 1990 ;
- le prix Andrić, 1995.

Il a par ailleurs été décoré de l'Ordre du Mérite pour le peuple aux rayons d'argent (1976) et de l'Ordre de la République à couronne d'argent (1988).